# Tom Priestly
Tom Priestly, kanadski slovenist, * 16. maj 1937, Kampala, Uganda.

## Življenje in delo
Študiral je v Cambridgeu in Oxfordu, doktoriral na univerzi Simona Fraserja v Vancouvru in od 1972 poučeval rusko in slovansko jezikoslovje na Univerzi v Alberti, Kanada. Ob profesorskem delu je urejal revijo Slovene Studies, katere soustanovitelj je bil, od 1973 se je posvečal raziskovanju slovenskih koroških narečij, zlasti njihovega sociolingvističnega ter političnega položaja. Prevajal je pesmi slovenskih avtorjev, mdr. Prešerna, od koroških pesnikov pesmi Milke Hartman (Midsummer Night / Kresna noč, 1992). Domača univerza mu je po upokojitvi 2002 podelila naziv zaslužnega profesorja. Leta 2000 je prejel častni znak svobode Republike Slovenije »za prispevek k prepoznavanju slovenske kulture v svetu«.